# Jǐngchá
La Polizia del popolo della Repubblica Popolare Cinese (中华人民共和国人民警察S, Zhōnghuá rénmín gònghéguó rénmín jǐngcháP) nota anche come 人民警察S, Rénmín jǐngcháP, lett. "Polizia del popolo" è una delle forze di polizia della Repubblica Popolare Cinese.
Dipendente dal Ministero della pubblica sicurezza, svolge compiti di polizia giudiziaria e di polizia amministrativa. È altresì responsabile per quanto concerne la gestione dell'ordine pubblico e della pubblica sicurezza.
Il personale è ben distinguibile dagli appartenenti alla Polizia armata del popolo, in quanto, a differenza di questi ultimi, indossa uniformi di colore blu scuro. Il Corpo è rappresentato da una Marcia d'ordinanza intitolata 中华人民共和国人民警察进行曲S, Zhōnghuá Rénmín Gònghéguó Rénmín Jǐngchá JìnxíngqǔP, lett. "Marcia della Polizia del Popolo della Repubblica Popolare Cinese", anche in questo caso il brano è spesso noto col suo titolo abbreviato, ovvero 人民警察进行曲S, Rénmín Jǐngchá JìnxíngqǔP, lett. "Marcia della Polizia del Popolo".

## Galleria d'immagini

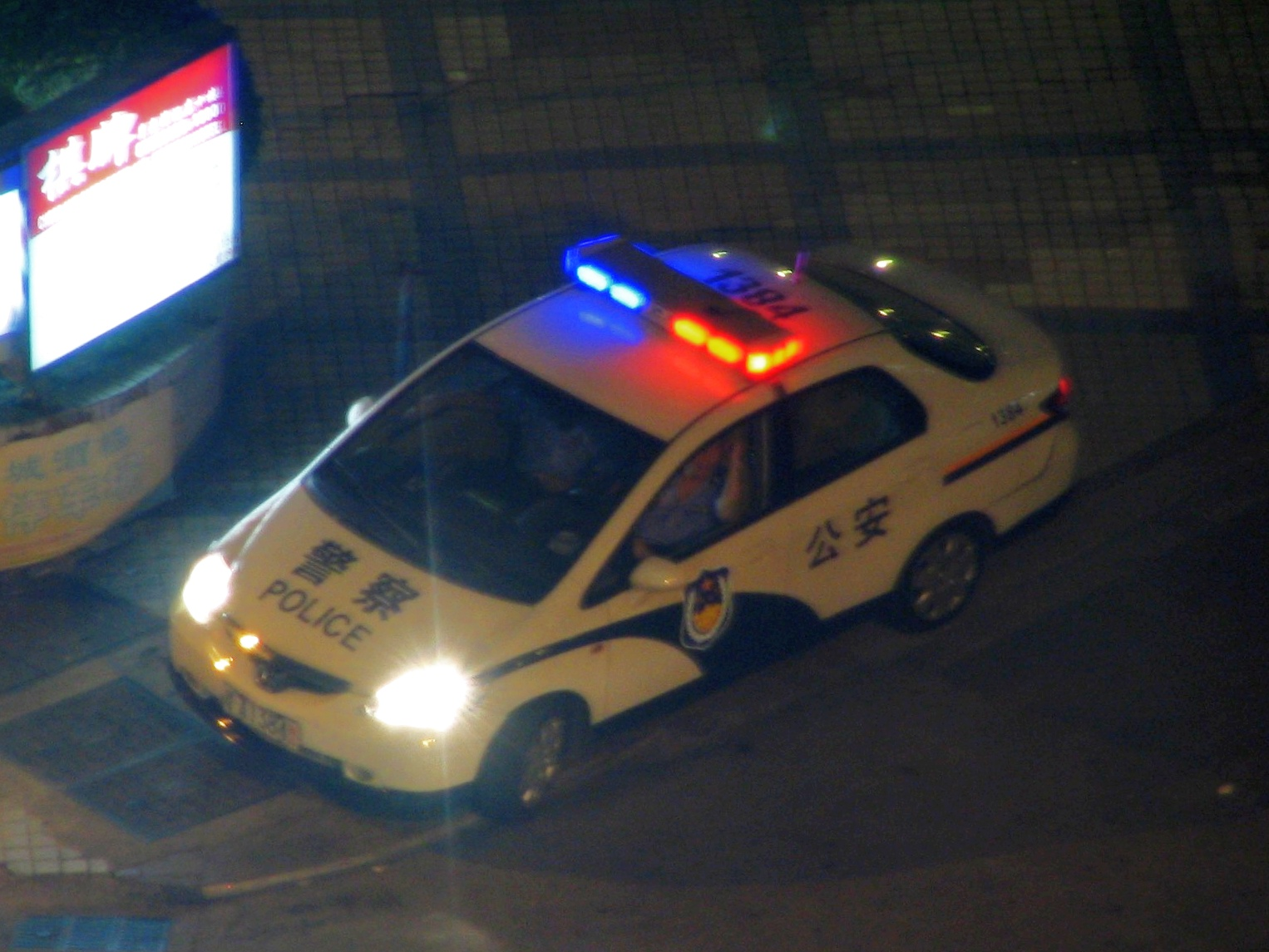
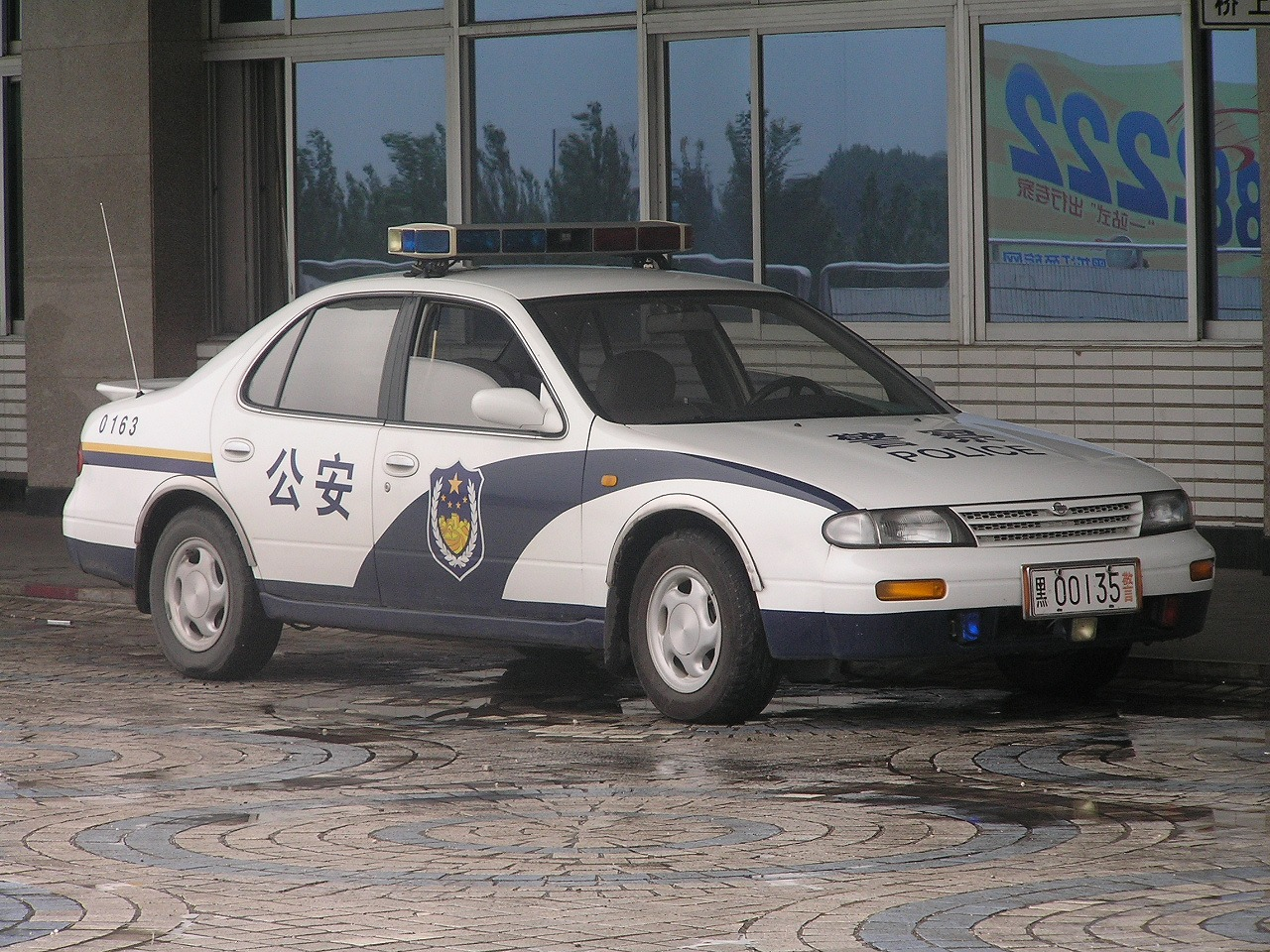
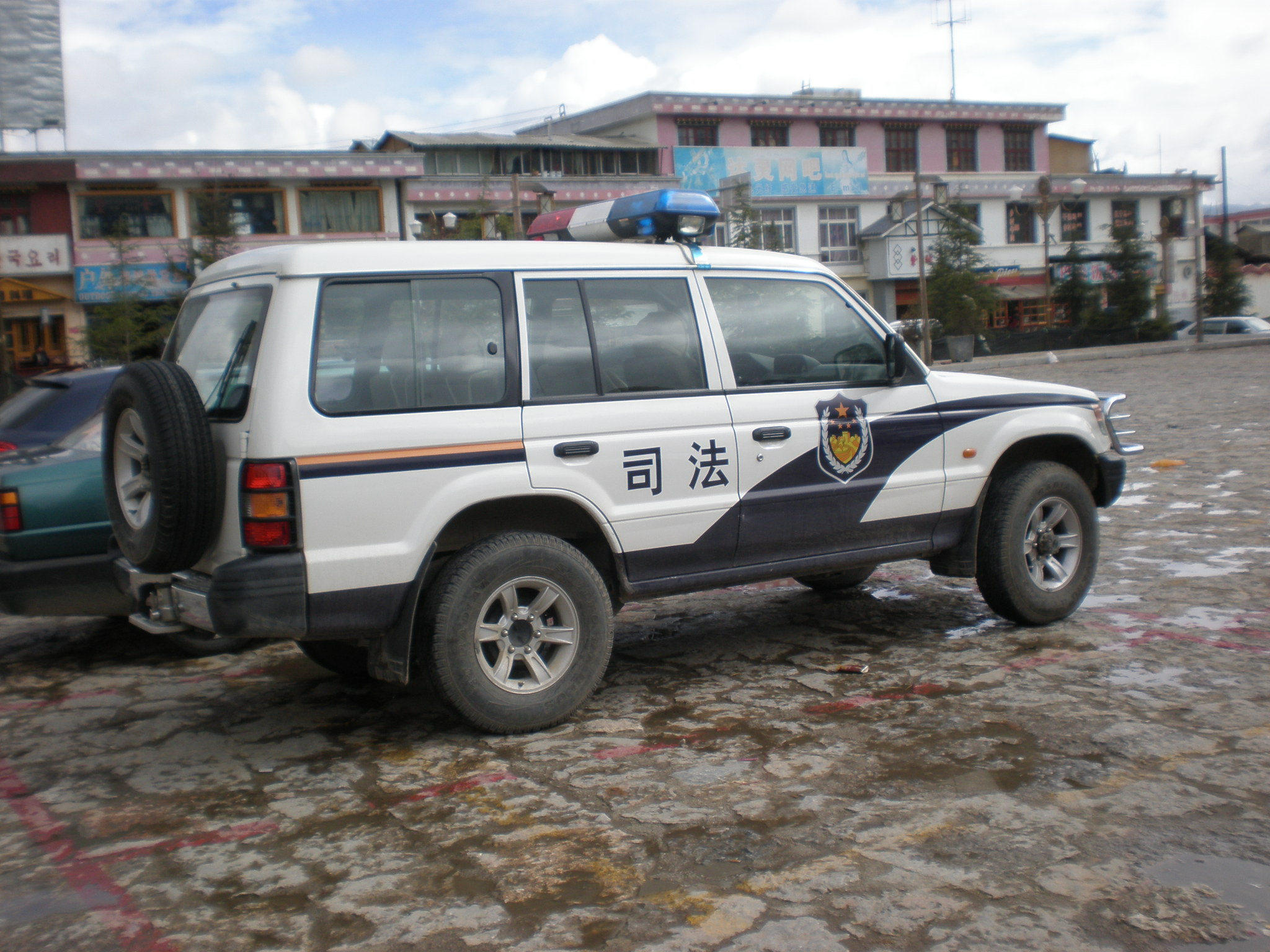
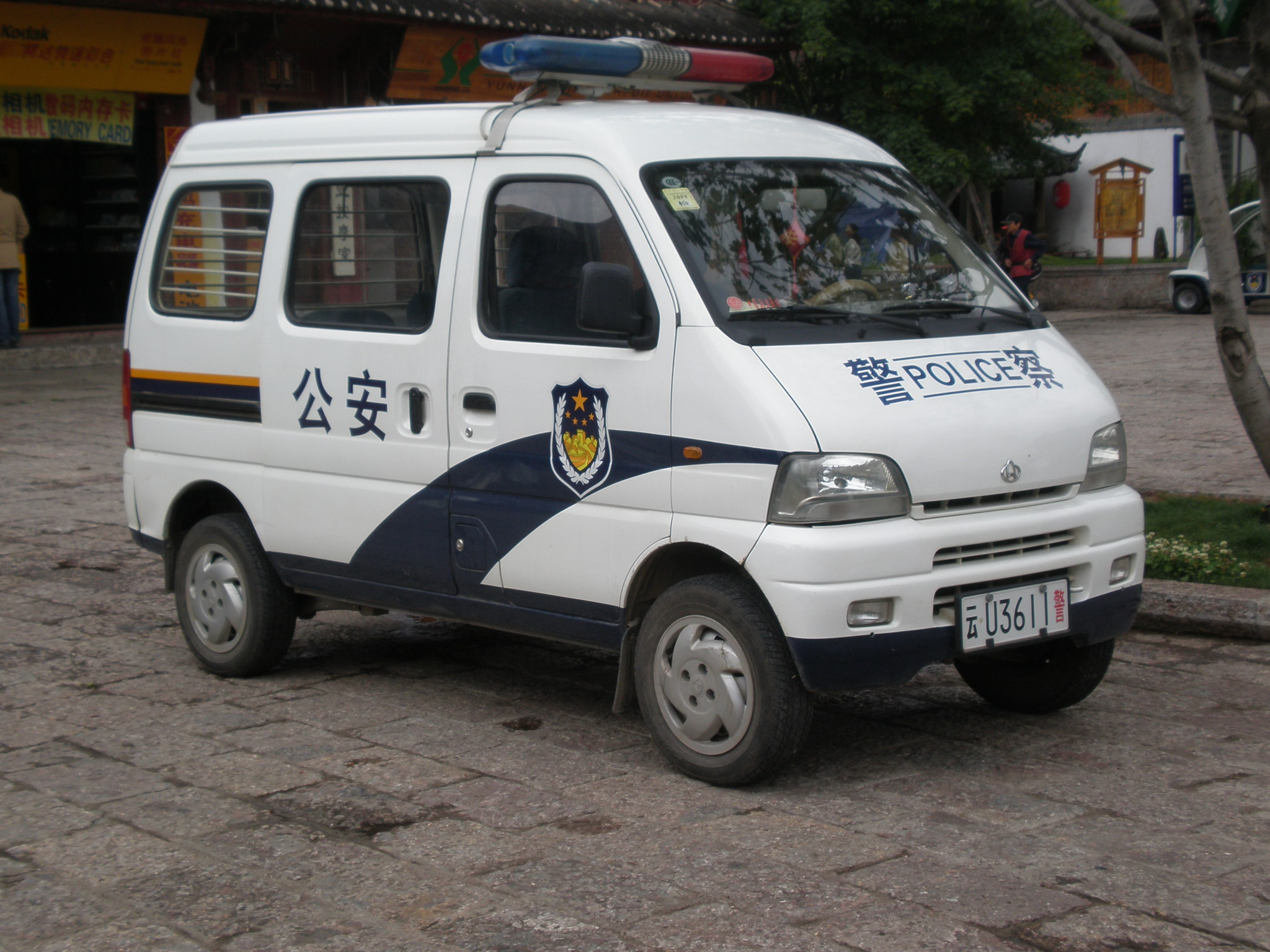

## Gradi
| dirigenti                                                     |                                                               |                                                               |                                                                         |                                                                         |                                                                         |
| 总警监 / Zǒngjǐngjiān direttore generale (capo della polizia) | 总警监 / Zǒngjǐngjiān direttore generale (capo della polizia) | 总警监 / Zǒngjǐngjiān direttore generale (capo della polizia) | 副总警监 / Fù zǒngjǐngjiān dirigente superiore (vicecapo della polizia) | 副总警监 / Fù zǒngjǐngjiān dirigente superiore (vicecapo della polizia) | 副总警监 / Fù zǒngjǐngjiān dirigente superiore (vicecapo della polizia) |
| commissari                                                    |                                                               |                                                               |                                                                         |                                                                         |                                                                         |
| 一级警监 / Yījí jǐngjiān primo dirigente                      | 一级警监 / Yījí jǐngjiān primo dirigente                      | 二级警监 / Èrjí jǐngjiān commissario capo                     | 二级警监 / Èrjí jǐngjiān commissario capo                               | 三级警监 / Sānjí Jǐngjiān commissario                                   | 三级警监 / Sānjí Jǐngjiān commissario                                   |
| ispettori                                                     |                                                               |                                                               |                                                                         |                                                                         |                                                                         |
| 一级警督 / Yījí jǐngdū ispettore capo                         | 一级警督 / Yījí jǐngdū ispettore capo                         | 二级警督 / Èrjí jǐngdū ispettore                              | 二级警督 / Èrjí jǐngdū ispettore                                        | 三级警督 / Sānjí jǐngdū vice ispettore                                  | 三级警督 / Sānjí jǐngdū vice ispettore                                  |
| sovrintendenti                                                |                                                               |                                                               |                                                                         |                                                                         |                                                                         |
| 一级警司 / Yījí jǐngsī sovrintendente capo                    | 一级警司 / Yījí jǐngsī sovrintendente capo                    | 二级警司 / Èrjí jǐngsī sovrintendente                         | 二级警司 / Èrjí jǐngsī sovrintendente                                   | 三级警司 / Sānjí jǐngsī vice sovrintendente                             | 三级警司 / Sānjí jǐngsī vice sovrintendente                             |
| agenti                                                        |                                                               |                                                               |                                                                         |                                                                         |                                                                         |
| 一级警员 / Yījí jǐngyuán agente scelto                        | 一级警员 / Yījí jǐngyuán agente scelto                        | 一级警员 / Yījí jǐngyuán agente scelto                        | 二级警员 / Èrjí jǐngyuán agente                                         | 二级警员 / Èrjí jǐngyuán agente                                         | 二级警员 / Èrjí jǐngyuán agente                                         |
| allievi                                                       |                                                               |                                                               |                                                                         |                                                                         |                                                                         |
| 见习警官 / Jiànxí jǐngguān agente in prova                    | 见习警官 / Jiànxí jǐngguān agente in prova                    | 见习警官 / Jiànxí jǐngguān agente in prova                    | 警校学员 / Jǐngxiào xuéyuán allievo agente di Polizia                   | 警校学员 / Jǐngxiào xuéyuán allievo agente di Polizia                   | 警校学员 / Jǐngxiào xuéyuán allievo agente di Polizia                   |